# Tim van Teunenbroek
Tim van Teunenbroek, ook bekend onder zijn artiestennamen DieTim en Snapking, is een Nederlandse youtuber en influencer. In 2014 begon hij als Snapking op Snapchat zijn dagelijkse leven te tonen en later zette hij dat voort op YouTube.

## Levensloop
Na zijn middelbare school was Van Teunenbroek van 2015 tot 2017 onder de naam Snapking met een vriendengroep actief op YouTube met in scène gezette pranks en viel hij mensen lastig in de openbare ruimte. Het geschoten materiaal werd vervolgens gedeeld op zijn Snapchat-account. Een groot deel van het kijkerspubliek bleek niet achter de acties te staan en hoewel het publieksbereik toenam, besloot hij vanwege de negatieve reacties ermee te stoppen. Tot 2016 was hij aangesloten bij RTL MCN, het YouTube-netwerk van het mediabedrijf RTL waar vloggers hun online videocontent kunnen uitbreiden en exploiteren.
In 2017 zette hij zijn kijkers aan tot het vergeefs bellen naar een 0900-nummer waarvan hij het beltarief van 1 euro per minuut niet bekend had gemaakt. Vanwege dit misbruik bepaalde de Autoriteit Consument en Markt dat de telecomproviders de geïnde belkosten moesten terugbetalen aan de bellers. Van Teunenbroek had op dat moment 350.000 volgers.
In januari 2018 veranderde Van Teunenbroek de naam van zijn YouTube-kanaal in DieTim. Hij wilde daarmee het publiek op een positievere en maatschappelijk verantwoorde manier aansporen. Later in dat jaar kreeg Van Teunenbroek een taakstraf van 40 uur na het in een filmpje beledigen van een verstandelijk gehandicapte supermarktmedewerker.
Op 30 april 2019 werd Van Teunenbroek, toen 22 jaar, veroordeeld tot 3 maanden jeugddetentie, waarvan 2 maanden voorwaardelijk, wegens onder meer stalking en mishandeling van zijn ex-vriendin en het verspreiden van kinderporno. Op naaktfoto's en -filmpjes en een seksfilmpje is zijn destijds (2013/2014) minderjarige vriendin te zien. Hij bleek verminderd toerekeningsvatbaar nadat een psychiater hem als zwakbegaafd had gekwalificeerd. 

### Privé
Van 2015 tot 2018 had Van Teunenbroek een relatie met de vlogster en zangeres Famke Louise.